# Танја Поутијајнен
Танја Тулија Поутијајнен (фин. Tanja Tuulia Poutiainen) је финска алпска скијашица. Такмичи се првенствено у слалому и велеслалому. Освојила је већи број медаља на Светским првенствима и Олимпијским играма.

## Биографија
Танја Поутијајнен је 1995. године освојила „Трофеј Тополино“, најзначајније такмичење у алпском скијању за децу. Две године касније постала је јуниорска првакиња света у слалому, а супервелеслалому је освојила треће место. Исте године дебитовала је у Светском купу. Првих пара сезона није остваривала запаженије резултате, да би сезону 2000/01. завршила на 20. месту у укупном поретку и на 12. месту у поретку слалома и велеслалома. Пласман на неко прва три места је остварила 9. децембра 2001. на трци слалома у Сестријереу, заузевши друго место. Ту сезону је завршила на 12. месту у укупном поретку и на 7. месту у поретку слалома и 10. месту у поретку велеслалома. У сезони 2002/03. је у слалому и велеслалому била скоро увек у првих десет али није успела да оствари победу, најбољи резултати су јој били друга места у Ленцерхајду и Сестријереу. Ову сезону је окончала на трећем месту у поретку слалома, 14. у поретку велеслалома и 11. месту у укупном поретку.
Прву победу је остварила у трци слалома 28. фебруара 2004. у Левију. Сезона 2004/05. је била најуспешнија у каријери Танје Поутијајнен, наиме током ове сезоне победила је у две трке слалома и једној велеслаломској трци. У дисциплинама слалом и велеслалом освојила је мале кристалне глобусе, док је у укупном поретку била пета. На Светском првенству у Санта Катерини освојила је сребрне медаље у слалому и велеслалому. У сезони 2005/06. није поновила резултате из претходне сезоне а једини значајнији резултат било јој је освајање сребрне медаље у велеслалому на Олимпијским играма у Торину. У сезони 2006/07. победила је у трци велеслалома у Цвизелу. Сезону је завршила на седмом месту у укупном поретку, док је у слалому била шеста а у велеслалому друга.
У сезони 2007/08. забележила је победу у слалому у Загребу. Сезону је завршила на четвртом месту у поретку слалома и велеслалома и на осмом месту у укупном поретку.
Први кристални глобус у велеслалому освојила је у сезони 2008/09. иако није забележила ни једну победу у овој дисциплини. У укупном поретку је била пета, док је у поретку слалома била четврта. На Светском првенству у Вал д'Изеру 2009. освојила је бронзане медаље у слалому и велеслалому. Током сезоне 2009/10. победила је у две велеслаломске трке. Сезону по први пут после три године завршила ван првих десет у укупном поретку, била је 11. У сезони 2010/11. била је седма у укупном поретку, док је у слалому била друга а у велеслалому трећа.

## Освојени кристални глобуси
| Сезона   | Дисциплина |
| -------- | ---------- |
| 2004/05. | Слалом     |
| 2004/05. | Велеслалом |
| 2008/09. | Велеслалом |

## Победе у Светском купу
(11 победа (5 у велеслалому, 6 у слалому)
| Датум              | Место                | Дисциплина |
| ------------------ | -------------------- | ---------- |
| 24. фебруар 2004.  | Леви                 | Слалом     |
| 26. новембар 2004. | Аспен                | Велеслалом |
| 28. новембар 2004. | Аспен                | Слалом     |
| 12. децембар 2004. | Алтенмаркт им Понгау | Слалом     |
| 20. јануар 2005.   | Загреб               | Слалом     |
| 10. март 2007.     | Цвизел               | Велеслалом |
| 15. фебруар 2008.  | Загреб               | Слалом     |
| 13. децембар 2009. | Ла Молина            | Велеслалом |
| 24. октобар 2010.  | Зелден               | Велеслалом |
| 24. јануар 2010.   | Кортина д'Ампецо     | Велеслалом |
| 11. јануар 2011.   | Флахау               | Слалом     |